# إسحاق بين ديفيد
إسحاق بين ديفيد (بالعبرية: יצחק בן דוד‏) هو دراج إسرائيلي، ولد في 1931 في المغرب، وتوفي في 1 يونيو 2007.

## وصلات خارجية
- إسحاق بين ديفيد على موقع أرشيف الدراجات (الإنجليزية)
- إسحاق بين ديفيد على موقع إحصائيات الدراجات الإحترافية (الإنجليزية)
- إسحاق بين ديفيد على موقع أوليمبيديا (الإنجليزية)